# Suribati Yama
Suribati Yama är en kulle i Antarktis. Den ligger i Östantarktis. Norge gör anspråk på området. Toppen på Suribati Yama är 25 meter över havet. Suribati Yama ligger vid sjöarna  Oyako Ike Bosatsu Ike Jizo Ike Kuwai Ike Hotoke Ike Nyorai Ike och Misumi Ike.
Terrängen runt Suribati Yama är kuperad österut, men åt nordväst är den platt. Havet är nära Suribati Yama västerut. Trakten är obefolkad. Det finns inga samhällen i närheten. 